# Journal d'une disparition
Journal d'une disparition (失踪日記, Shissō nikki) est un manga d'Hideo Azuma sorti au Japon en 2005 aux éditions East Press et en français en 2007 chez Kana. Il est suivi du Journal d'une dépression.

## Synopsis
Journal d'une disparition raconte l'histoire du mangaka Hideo Azuma, qui du jour au lendemain quitte son travail pour vivre comme un sans abri.
Le manga est composé de 3 parties :
- Marcher dans la nuit raconte la première fuite d'Hideo Azuma en 1989. Ne pouvant plus supporter la pression imposée par son métier, il quitte tout du jour au lendemain. Après une tentative de suicide ratée, il décide de s'installer dans une forêt, se nourrissant de restes trouvés dans les poubelles de la ville.

- Marcher dans la ville se situe en 1992. Hideo Azuma, qui avait repris sa carrière de mangaka, quitte à nouveau son travail. Il est alors embauché par une entreprise qui se charge de travaux de tuyauterie. À la fin du chapitre, il revient sur ses débuts de mangaka et ce qui l'a amené à sa première fuite.

- Le pavillon des alcooliques commence à la fin de l'année 1997. L'auteur raconte sa période d'alcoolisme et son internement dans un centre hospitalier.

## Autour du manga
Journal d'une disparition est un récit qui se veut autobiographique et dans lequel Hideo Azuma y « aborde la vie de façon positive ».
Le manga se termine par un entretien entre l'auteur et Tori Miki, auteur d'Intermezzo (遠くへいきたい, Tōku he ikitai) et scénariste de l'adaptation animée de Patlabor.

## Récompenses
Le manga a reçu le Grand Prix, catégorie manga, de la 9e édition du Japan Media Arts Festival en 2005, le Grand Prix du Prix culturel Osamu Tezuka en 2006, le prix du Meilleur livre hors-fiction de l'année 2006 au Prix Seiun, et a fait partie de la sélection officielle du Festival international de la bande dessinée d'Angoulême en 2008.